# Ти є я
Ти є я — третій сингл українського гурту «Друга Ріка» із сьомого студійного альбому «Піраміда», представлений 8 вересня 2017 року на ресурсах Google Play та iTunes. Через місяць після релізу було представлено музичне відео на цю композицію на офіційному каналі гурту у YouTube.

## Про сингл
Як зазначають музиканти, композиція розповідає про спонтанне кохання та супутній до нього емоційний стан людини, без якого, можливо, було би жити легше, але ніхто з нас не є застрахованим від неочікуваного пострілу Амура.
Як розповів Валерій Харчишин, рання версія пісні мала назву Curva.
|                                 | Серед тих пісень, які виходили у нас раніше, ця пісня є однозначно найкращою. Я навіть не знаю, що ще такого про неї сказати – нам всім неймовірно подобається наша нова робота, вона крута. До речі, насправді перший варіант її тексту був значно брутальніший і хлопці навіть попросили мене трохи підправити слова. Не дарма ж у неї є така друга назва. З прем`єрою нас і вас! |
| — Валерій Харчишин, лідер гурту | |

## Про відео
Режисеркою відео стала Анна Бурячкова, яка до цього працювала з гуртами Brutto та Panivalkova, а також співаком Constantine[недоступне посилання з жовтня 2019].
|                       | Усе, що трапляється з нами, лишає на нас свої відбитки. Усі близькі люди лишаються відображенням у наших очах. Іноді ми розчинюємося в інших настільки, що втрачаємо себе. Тоді ж ми починаємо дивитися на світ очима інших людей, і вже не можемо впізнати власне відображення у дзеркалі. |
| — розповіла режисерка | |

## Список композицій
| #  | Назва    | Тривалість |
| -- | -------- | ---------- |
| 1. | «Ти є я» | 3:48       |

## Учасники запису
- Валерій Харчишин — вокал
- Олександр Барановський — гітара
- Дорошенко Олексій — ударні
- Біліченко Сергій — гітара
- Сергій Гера (Шура) — клавішні
- Андрій Лавриненко — бас-гітара

## Чарти
| Чарт (2017-2018) | Позиція |
| ---------------- | ------- |
| Rock Top 20      | 4       |